# Abdallah ben Aisha
Abdallah ben Aisha (in arabo عبد الله بن عائشة‎?, ʿAbd Allāh b. ʿĀʾisha; Marocco, ... – ...; fl. XVII secolo) è stato un ambasciatore marocchino nel Regno di Francia e nel Regno d'Inghilterra nel corso del XVII secolo, in rappresentanza del sovrano marocchino Mulay Isma'il.

## Biografia
Giunse in Francia l'11 novembre 1698, in seguito alla visita in Marocco dell'ambasciatore francese François Pidou de Saint Olon nel 1689. Abdallah venne ricevuto da Luigi XIV di Francia nel 1699 e nel corso della sua permanenza a Parigi, incontrò Giacomo II d'Inghilterra, ai tempi esiliato in Francia. Uno dei principali incarichi di Abdallah fu la negoziazione di un trattato che prevenisse la cattura dei musulmani da parte delle navi francesi e la restituzione dei corsari marocchini catturati ed impiegati nelle galee. Il trattato fu però rigettato dal sovrano francese.